# Mercyhurst Lakers
Mercyhurst Lakers (en español: Lacuestres de Mercyhurst) es la denominación de los equipos deportivos de la Universidad Mercyhurst, institución académica ubicada en Erie, Pensilvania. Los Lakers participan en las competiciones universitarias organizadas por la NCAA, y forman parte de la Northeast Conference desde 2024.

## Programa deportivo
Los Lakers compiten en 14 deportes masculinos y en 15 femeninos:
| Masculino: - Atletismo - Baloncesto - Béisbol - Campo a través - Fútbol - Golf - Hockey sobre hielo - Fútbol americano - Lacrosse - Remo - Tenis - Waterpolo - Lucha libre | Femenino: - Baloncesto - Bowling - Atletismo - Hockey sobre hierba - Hockey sobre hielo - Animación - Golf - Fútbol - Sóftbol - Voleibol - Lacrosse - Campo a través - Softball - Waterpolo |

## Instalaciones deportivas
- Saxon Stadium es el estadio donde disputan sus partidos los equipos de fútbol americano, lacrosse y hockey sobre hierba. Fue inaugurado en 1996 y tiene una capacidad para 2.300 espectadores.[1]
- Mercyhurst Athletic Center, es el pabellón donde disputan sus encuentros los equipos de baloncesto, voleibol y lucha libre. Fue inaugurado en 1977 y tiene una capacidad para 1.100 espectadores.[2]
- Mercyhurst Ice Center es el pabellón donde disputan sus partidos los equipos de hockey sobre hielo. Tiene una capacidad para 1.500 espectadores y fue inaugurado en 1991.[3]

## Apodo y mascota
Los equipos deportivos de Mercyhurst se llaman Lakers porque Mercyhurst University está ubicada en Erie (Pensilvania), junto al lago Erie, uno de los Grandes Lagos. La mascota se llama Luke the Laker, un marinero irlandés, en referencia al origen de muchos de los habitantes del estado de Pensilvania.